# Moritz Götze
Pour les articles homonymes, voir Götze.
Moritz Götze (né 1964 à Halle (Saxe-Anhalt), Allemagne) est un artiste contemporain. 

## Biographie
Moritz Götze est le fils de Wasja Götze et de Inge Götze, il est marié à Grita Götze. Après un apprentissage comme menuisier de 1981 à 1983, Moritz devient guitariste puis chanteur du groupe "Größenwahn" (Folie des grandeurs) et organise des festivals de musique punk, pour le moins subversifs en Allemagne de l'Est.
De 1985 à 1995 Moritz Götze a un atelier d'art graphique où il crée et imprime de nombreuses affiches et sérigraphies. En 1986, Moritz Götze et Peter Gerlach crée la maison d'édition Hasenverlag, qui se concentre avec succès sur des thèmes régionaux et d'histoire de l'art. Après la réunification allemande de 1989, dont Goetze est tout à la fois témoin et acteur, commence une carrière d'artiste. De 1991 à 1994 Götze enseigne la Serigraphie à l'école supérieure d'Art et de design de Halle puis en 1994 à l'Ecole Nationale Supérieure des Beaux-Arts de Paris.

## Œuvre
Sérigraphie
- 1987 : Eine Reise nach Ägypten série de sérigraphie, 6-parties
- 1989 : James Bond 007, Siebdruckmappe
- 1990 : All die toten Albaner meines Surfbretts, en coopération avec Matthias "Baader"-Holst
- 1990 : Je t'aime, Siebdruckmappe
- 1991 : Nibelungen, Siebdruckmappe
- 1991 : Der Prinzenraub, Siebdruckmappe
- 1992 : Was man alles braucht, Siebdruckmappe
- 1993-1994 : Tristan und Isolde, Siebdruckmappe
- 1995 : The little Dog, en 9 éléments, 210 x 300 cm

Peinture
- 1984 : Propagandaztanze, Öl auf Leinwand
- 1988 : Scapa Flow, Öl auf HF
- 1990 : Der Stuhl, Acryl auf Leinwand
- 1991 : Prinz, Acryl auf Leinwand
- 1992 : Schlafende, Acryl auf Leinwand
- 1992 : Eine Melodie, Buntstift auf Bütten
- 1993 : 7 Pf., Buntstift auf Bütten
- 1994 : a.b.c., Acryl auf Leinwand
- 1994 : Ein neuer Kontinent, Buntstift auf Bütten
- 1998 : Nachts, Acryl auf Leinwand
- 1998 : Die Entscheidung, Acryl auf Leinwand
- 1997 : Das Wochenende, Buntstift
- 2002 : Wo die Sonne aufgeht, Öl auf Leinwand
- 2002 : Der Durchmarsch, Öl auf Leinwand
- 2002 : Am Schaltpult. Nach Willi Sitte, Öl auf Leinwand
- 2003 : Parteidiskussion. Nach Willi Neubert, Öl auf Leinwand
- 2005 : Im Zimmer, Öl auf Leinwand

Émaux
- 1996 : Orlando, Emailschild
- 1998 : Mono, Emailschild
- 1999 : Seewasserdose, Emailschild

Grand-formats, mosaïques et émaux
- 1994 : Mosaike, Keramik, Leipzig, Messehaus, „Speck’s Hof“.
- 1995 : It’s a new day, großformatige Wandelbilder auf Prismenwänden
- 2000 : Wandgestaltung, Email, Berlin, Bundesministerium für Wirtschaft und Technologie
- 2001 : Wandgestaltung, Email, Halle, Arbeitsamt
- 2006 : Victoria, grossformatige Emailkomposition in 700 Teilen

Livres et illustrations : 
- 1999 : Manfred Krug: 66 Gedichte - was soll das, Gestaltung und Illustrationen
- 1999 : Halle um die Jahrhundertwende - Fotografien von Fritz Möller, Gestaltung